# August Borggreven

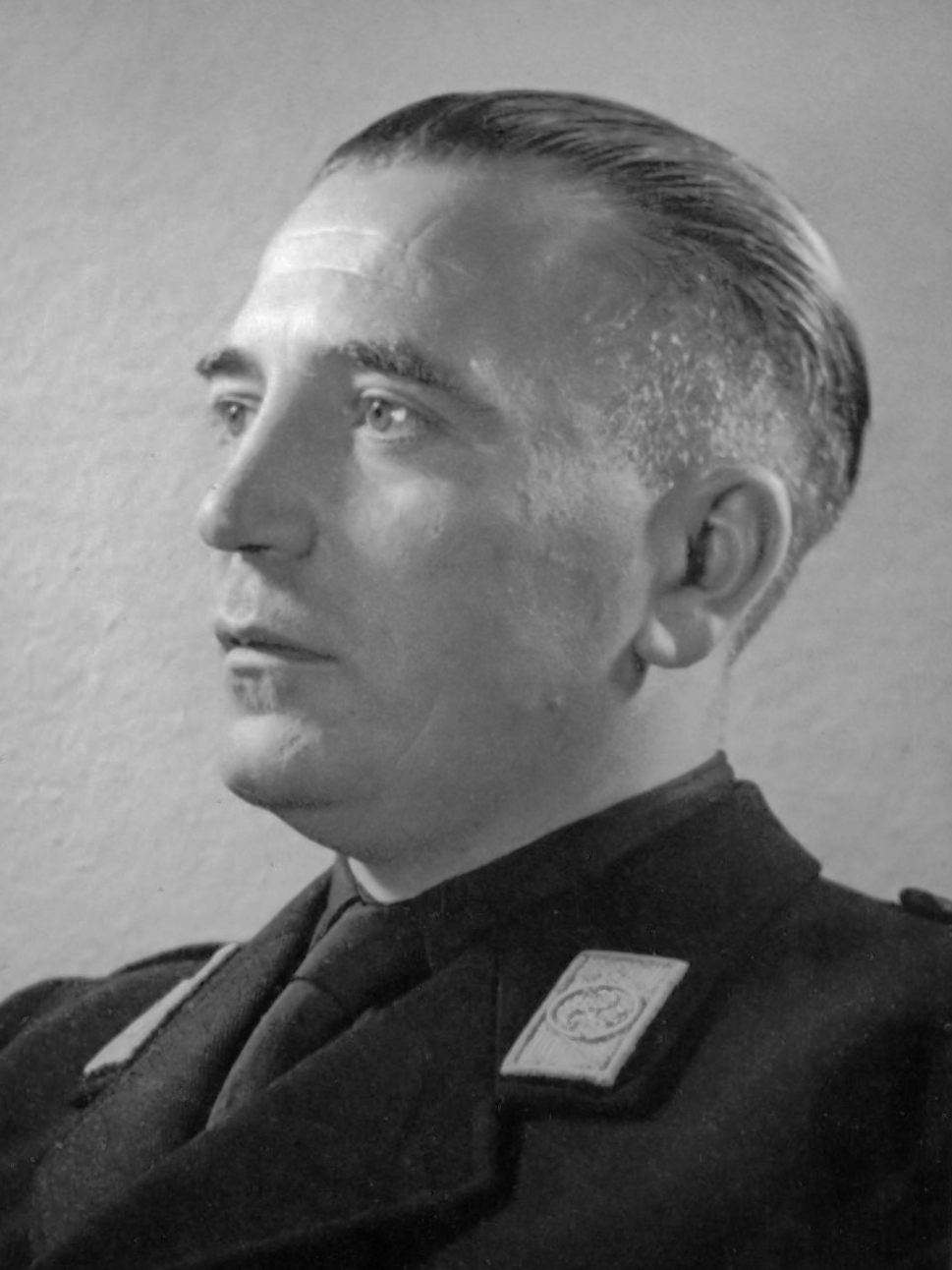
August Borggreven

August (Augustinus) Wilhelmus Johannes Borggreven (* 9. Dezember 1899 in Wisch (Oude IJsselstreek); † unbekannt) war ein niederländischer Nationalsozialist.
Seine Eltern waren der Schuster Wilhelmus Gerhardus Borggreven und seine Ehefrau Dorothea Johanna Pothoff.
Borggreven, ein Händler für Butter und Eier, wurde 1933 Mitglied der Nationaal-Socialistische Beweging (NSB) von Anton Adriaan Mussert. Er erhielt die Stammbuchnummer 10613. Mussert ernannte Borggreven nach mehreren Jahren zu seinem „Bevollmächtigten im Besonderen Dienst“ (Gemachtigde in Bijzonderen Dienst). Später wurde Borggreven Bezirksleiter der NSB des Achterhoek in der niederländischen Provinz Gelderland. In den Jahren 1940 bis 1942 hatte er in Terborg (Oude IJsselstreek), seinem Wohnsitz, eine Ausbildungsstätte für die Weerbaarheidsafdeling (WA; deutsch etwa: „Wehrhaftigkeitsabteilung“) gegründet, die Partei-Miliz der NSB. Ende 1941 war Borggreven an der Rekrutierung von niederländischen Handwerkern beteiligt, die beim Wiederaufbau von Charkiw (Ukraine) tätig werden sollten, das durch Kriegshandlungen während der deutschen Invasion in Russland schwer beschädigt worden war.
Mussert beauftragte seinen Gauleiter (districtsleider) A. W. J. Borggreven „mit der Bearbeitung des Ostgeschäftes“. Bereits seit Ende 1941 hatte Borggreven im Auftrag Hans Fischböcks, des Generalkommissars für Finanzen und Wirtschaft in den Niederlanden, und unter Leitung des Chefs der deutschen Zentralauftragsstelle (ZASt), Erwin Nimtz, die Anwerbung niederländischer Handwerker für den deutschen „Werkdienst Holland“ organisiert (der später – wohl im Mai 1943 – in „Ostwerk Ukraine“ umbenannt wurde).
Als überzeugter Nationalsozialist geriet Borggreven häufig mit dem Bürgermeister seines Wohnortes Terborg, J. J. G. Boot, aneinander.
Nach dem Zweiten Weltkrieg wurde Borggreven zu fünf Jahren Haft verurteilt.